# Operacja Placur
Operacja Placur (hebr. מבצע פלצור, Miwca Placur) – operacja wojskowa przeprowadzona przez Siły Obronne Izraela w nocy z 2 na 3 grudnia 1969 roku na południu Libanu w rejonie zachodniego zbocza Dżabal Ros (w Izraelu zbocze to nazywa się Har Dow), na pograniczu libańsko-izraelskim. Operacja ta była jedną z wielu operacji wymierzonych w obozy bojowników palestyńskich zlokalizowanych w tzw. Fatahlandzie. Operacja Placur miała na celu wyparcie oddziałów Al-Asify, zbrojnego ramienia Fatahu, i As-Sa’iki oraz zniszczenie ich obozów na stokach Dżabal Ros. Starcie trwało około sześciu godzin. W ich trakcie zniszczono bazy oraz składy broni i amunicji. Po stronie palestyńskiej zginęło około 12 bojowników, a 15 zostało rannych. Po stronie izraelskiej zginął jeden żołnierz, a 5 zostało rannych.

## Tło wydarzeń
Koniec wojny sześciodniowej w 1967 roku nie stanowił zakończenia konfliktu arabsko-izraelskiego. Państwa arabskie nie mogły się pogodzić ze zwycięstwem Izraela oraz ze wzrostem jego pozycji w regionie. We wrześniu 1967 roku odbyła się konferencja w Chartumie, na której do głosu doszli zwolennicy prowadzenia zdecydowanej polityki wobec Izraela. Uznali, że nie można prowadzić żadnych negocjacji i rozmów pokojowych z politykami izraelskimi. Egipcjanie nie pogodzili się ze stratą Synaju, a Izrael nie akceptował postanowień Rezolucji Rady Bezpieczeństwa ONZ nr 242 nakazującej mu zwrot zdobytych terytoriów. W wyniku napięć politycznych doszło początkowo do pojedynczych, później regularnych, ostrzałów pozycji jednej i drugiej strony nad Kanałem Sueskim. Toczący się od 1967 do 1970 roku konflikt nazwany został wojną na wyczerpanie. Gamal Abdel Naser wierzył, że przedłużający się zatarg doprowadzi do osłabienia Izraela. W trakcie konfliktu dochodziło do operacji desantowych, naruszeń przestrzeni powietrznych, ostrzałów i wypadów komandosów na tyły wroga. Egipt chciał przez to utrzymać zainteresowanie międzynarodowe sytuacją nad Kanałem Sueskim i zyskać sojuszników. Naser otrzymał szeroką pomoc wojskową ze Związku Radzieckiego. Z kolei Izrael nie chciał pokazać słabości i wycofać się z pozycji na zachodzie Synaju mimo strat wśród żołnierzy stacjonujących na linii Bar-Lewa. Obszar walk w trakcie wojny na wyczerpanie był również poligonem doświadczalnym dla nowego sprzętu amerykańskiego i radzieckiego.

## Przygotowania do operacji
Od 1968 roku Fatah rozpoczął budowę sieci organizacji palestyńskich w Jordanii, które miały na celu mobilizację Palestyńczyków i zaangażowanie ich w ruch narodowowyzwoleńczy. Poparcie dla Fatahu i OWP zwiększyło się po bitwie pod Al-Karamą, która była starciem regularnej armii izraelskiej z oddziałami palestyńsko-jordańskimi. Obie strony ogłosiły sukces w starciu, co sprawiło, że Palestyńczycy chętniej wstępowali do organizacji paramilitarnych. Palestyńczycy nasilili swoje ataki na Izrael z terytorium Jordanii. Z kolei słabe zaludnienie górzystego, południowo-wschodniego pogranicza libańsko-izraelskiego sprzyjało rozwojowi w tym regionie obozów szkoleniowych i baz wypadowych Palestyńczyków. Na podstawie zdjęć lotniczych regionu Dowództwo Północne armii izraelskiej postanowiło podjąć działania mające na celu zniszczenie obozów As-Sa’iki i Al-Asify w tym obszarze tak, aby uniemożliwić tym organizacjom przejęcie kontroli nad pograniczem.
Do wykonania zadania wyznaczono:
- 334 batalion samobieżnych moździerzy Makmat, którym dowodzili ppłk Amos Bra’am i por. Jisra’el Bar-Lew,
- 425 kompania ciężkich moździerzy, którym dowodził por. Rami Goldin,
- 51 batalion Brygady Golani, którym dowodził ppłk Dawid Kohen,
- 13 śmigłowców Sił Powietrznych Izraela[8].

## Przebieg operacji
Operacja rozpoczęła się od przetransportowania żołnierzy autobusami z punktu zbiórki pod kolejkę linową na Hermon. Ze szczytu, o godzinie 21:20 nastąpił wymarsz w kierunku zachodnim ku strumieniowi Nachal Si’on. Następnie żołnierze mieli rozpocząć kilkugodzinny marsz w kierunku zachodnim ku Mizrat Barchata. Odbywał się on w ciężkich warunkach pogodowych i terenowych, co opóźniało dotarcie sił do następnego punktu. Po dotarciu do wyznaczonego miejsca nastąpił podział sił uderzeniowych na trzy oddziały. Dwa miały zaatakować cele znajdujące się na północ od punktu podziału, a trzeci zespół miał wyruszyć na południe. Po przydzieleniu zadań dowódcy przystąpili do obserwacji celów z okolicznych szczytów. Po identyfikacji obozów wydano rozkaz powolnego przemieszczania się w kierunku północnym. W trakcie marszu jeden z oddziałów natknął się na zamaskowane stanowiska obserwacyjne bojowników. Doszło do nawiązania kontaktu ogniowego między Izraelczykami a Palestyńczykami. Ppłk Kohen wezwał wsparcie 334 batalionu, któremu nakazał ostrzał obozów i ich tyłów tak, aby nie razić ogniem izraelskich żołnierzy szturmujących cele. Ostrzał moździerzowy trwał ok. godzinę, a w jego trakcie wystrzelono 500 pocisków na pozycje bojowników. Po ustaniu nawały ogniowej Kohen wydał rozkaz szturmu na obozy. Początkowo Izraelczycy posiadali przewagę dzięki wcześniejszemu wsparciu 334 batalionu, jednak z czasem, po ustaniu ostrzału, bojownicy palestyńscy zaczęli opuszczać schronienia oraz okopy i przystąpili do próby odparcia szturmu. Obie strony wykorzystywały ukształtowanie terenu i skaliste zbocza do osłony. Pozwoliło to Izraelczykom zidentyfikować główne stanowiska oporu przeciwnika i na podanie ich pozycji obsługom moździerzy. Żołnierze 51 batalionu posuwali się sektor po sektorze, niszcząc przy okazji napotkane składy broni.

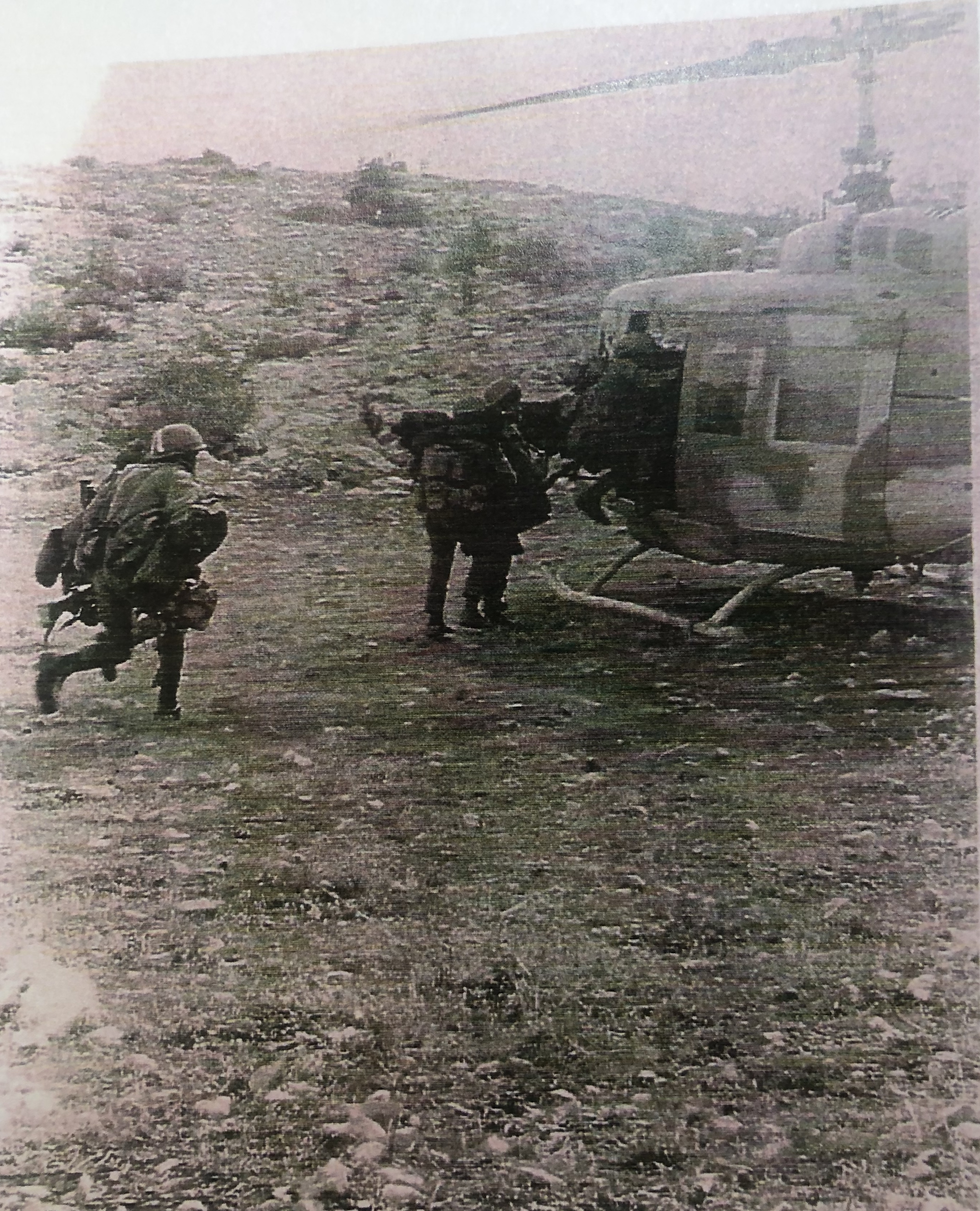
Izraelscy żołnierze wsiadający do śmigłowca po wykonaniu zadania

Wielu z bojowników uciekło z miejsca bitwy pozostawiając po sobie moździerze kal. 82 mm i 120 mm. Poza tym na miejscu znaleziono karabiny maszynowe, ładunki wybuchowe i pociski do wyrzutni typu Katiusza. Po nastaniu świtu zdecydowano, że siły uderzeniowe zostaną wycofane z miejsca operacji przy pomocy śmigłowców. W godzinach południowych na miejscu zjawiły się pierwsze śmigłowce, które w pierwszej kolejności zabrały rannych i ciało poległego por. Szlomo Kohena.

## Rezultat
W wyniku sześciogodzinnego starcia operacji zginął jeden Izraelczyk, a 5 zostało rannych. Z kolei straty palestyńskie szacowano na ok. 12 zabitych i 15 rannych. Według United Press w ataku Izraelczyków miał zginąć jeden z ważniejszych dowódców As-Sa’iki – Al-Achdar.
Po operacji rząd Libanu złożył oficjalną skargę do Organizacji Narodów Zjednoczonych z prośbą o potępienie izraelskiego ataku przeprowadzonego na terytorium libańskim.